# La clinica dell'amore (film 2012)
La clinica dell'amore (La Clinique de l'amour) è un film del 2012 diretto da Artus de Penguern.

## Trama
Nella clinica Marchal, diretta dall'anziano dottor David Marchal lavorano anche i due figli, entrambi chirurghi, John e Michael dal carattere opposto, il primo romantico e professionale, il secondo scanzonato e donnaiolo. Quando alla clinica viene assunta una nuova ed affascinante infermiera, la bionda Priscilla, John pur essendosene innamorato non riesce a trovare il coraggio di dichiararsi e viene scalzato dal fratello che invece riesce a sedurla ed alla fine a sposarla.
John, amareggiato, decide quindi i trasferirsi in Canada per dimenticare la delusione amorosa lasciando la gestione della clinica all'anziano padre ed al fratello. Michael decide che per aumentare i profitti la clinica si specializzerà in chirurgia estetica ma la sua scarsa competenza in quel ramo ne determina il declino economico. L'arrivo di una nuova e sensuale infermiera, la bruna Samantha, ammalia il dottor Michael e provoca un'escalation di episodi negativi, tra cui il coma del padre. L'unica soluzione sembra quindi essere quella di vendere ad un colosso del settore medico. Ma per poterci riuscire, essendo in possesso solamente di un terzo dell'azienda, deve far ritornare John in patria per convincerlo a firmare.